# 綠色能源科技集團
綠色能源科技集團有限公司，簡稱綠色能源科技集團（英語：Green Energy Group Limited，港交所：0979），在2003年6月4日由盈盛數碼世紀有限公司更名而來，亦曾用名「中國南峰集團有限公司」及「綠色能源集團有限公司」。
總部位於香港黃竹坑道49號得力工業大廈4樓C室，董事長為葉偉樑。而業務在中國內地經營可循環再用物料及相關服務、建築廢料及廢料處理服務、生物清潔物料、研發電子控制單位，以及可再生能源。而曾計劃收購於菲律賓經營磁鐵礦砂，以及鐵礦石之開採、勘探、開發及生產，也因為審核批文需時而終止。

## 連結
- GreenEnergy.hk （页面存档备份，存于）